# Astragalus trichopodus
Astragalus trichopodus е вид растение от семейство Бобови (Fabaceae). Видът е световно застрашен, със статут Уязвим.

## Разпространение
Видът е разпространен в Южна Калифорния и Долна Калифорния, включително в пустинята Мохаве.